# غدير غروف
غدير غروف (من مواليد 12 سبتمبر 1990 في أريحا) هي رياضية فلسطينية في سباقات المضمار والميدان، وتمثل فلسطين دوليًا في هذا المجال.

## مسيرتها الرياضية
مع تشوه في الكاحلين مما جعل من الصعب عليها المشي؛ تأخر علاجها حتى بلغت من العمر عشر سنوات، وبعد ذلك بوقت قصير، اهتمت بالركض، وبدأت التدريب المنتظم بمساعدة معالجها المدرب يوسف حمادنة، وحصلت عام 2002 على المركز الأول في أول بطولة لألعاب القوى لمسافة 1500م، وأصبحت ضمن الفريق الأساسي لألعاب القوى في محافظة أريحا والأغوار، وفي عام 2002 حصلت على المركز الأول في مسابقة 1500م على مستوى مدارس التربية والتعليم في المحافظات الشمالية، وشاركت في البطولة المدرسية العربية لألعاب القوى التي أقيمت في عمان رغم صغر عمري، ومع المنتخب الوطني الفلسطيني في سباق ضاحية بغداد الدولية الثالثة وحصلت على المركز السادس من بين ضمن 500 مشاركة.بين عامي 2003 و2007 أصبحت بطلة فلسطين الوطنية لفئتها العمرية في سباقات 100 و200 و400 متر للسيدات
. في عام 2006، كانت أصغر منافسة في بطولة ألعاب القوى الداخلية في موسكو. تخصصت في سباقات المسافات القصيرة، و حصلت على الميدالية الذهبية في مسافة 200م والميدالية الفضية في مسافة 100م في اللقاء الدولي الآسيوي، الذي أقيم في الأردن في 2006 للفتيات تحت سن 20 سنة.
مثلت غروف فلسطين في الألعاب الأولمبية الصيفية 2008 في بكين ونافست ضمن فئة 100 متر، أحرزت المرتبة السابعة وحال ذلك دون انتقالها إلى الجولة الثانية، ركضت المسافة في وقت 13.07 ثانية.

## روابط خارجية
- غدير غروف على موقع الاتحاد الدولي لألعاب القوى (الإنجليزية)
- غدير غروف على موقع أوليمبيديا (الإنجليزية)